# 腺房
腺房（せんぼう、（単数）Acinus、（複数）Acini）は、ラズベリーのように沢山の粒がついたベリーに似ている細胞の集団のことを言う。肺の中の肺胞嚢が多数の腺房であるように、分泌物が生成される場所であるベリーの形をした外分泌腺の末端が、形の上で腺房である。

## 参照
- en:Intercalated duct
- acinus - eMedicine Dictionary

1. ↑  en:Acinus